# Альфхаузен
Альфхаузен (нем. Alfhausen) — община в Германии, в земле Нижняя Саксония.
Входит в состав района Оснабрюк. Подчиняется управлению Берзенбрюк. Население составляет 3801 человек (на 31 декабря 2010 года). Занимает площадь 39 км².
Коммуна подразделяется на 4 сельских округа.
| Год  | Население |
| ---- | --------- |
| 1990 | 2478      |
| 1995 | 3270      |
| 2000 | 3444      |
| 2005 | 3847      |
| 2010 | 3820      |